# 法蘭·干沙利斯
法蘭斯高·查維亞·干沙利斯·蒙路斯（Francisco 'Fran' Javier González Muñoz，1989年2月1日—），生於西班牙科爾多瓦，西班牙足球運動員，司職防守中場，現時效力印度足球甲級聯賽球會班加羅爾。

## 球員生涯
干沙利斯生於西班牙安達盧西亞科爾多瓦。於2008/09球季代表艾美利亞B隊征戰西丙聯賽時，首度於職業聯賽上陣。在接著的幾個球季中，他代表盧塞納，拉科魯尼亞B隊和薩拉戈薩B隊征戰西乙B聯賽。還在2013年1月23日獲提升到薩拉戈薩一隊，在西班牙國王盃以0–4輸給西維爾時正選上陣，直到於65分鐘時，因領滿兩張黄牌被逐離場。
在2013年8月，干沙利斯與西乙B球會科爾多瓦B隊簽約。在2014年7月21日，他轉會到剛降班到西乙B聯賽的靴高斯。在2017年2月21日，他與波蘭乙組聯賽球會比托維亞簽約。在2018年7月9日，他與港超聯球會理文簽約。 在2018/19球季，干沙利斯為隊內入球最多的球員，一共取得7個入球。其中6個於菁英盃賽事取得，包括決賽加時鎖定勝局的一球。
2019年7月6日，他宣佈與理文解約，以加盟印度球會莫亨巴根。

## 榮譽
理文
- 香港菁英盃冠軍（2018–19季度）

## 外部連結
- Fran González在BDFutbol中的档案
- Soccerway資料庫：Fran González